# Божин Симич
Божин Симич (на сръбски: Божин Симић или Božin Simić) е югославски политик (министър, посланик), сръбски, югославски (кралски и републикански) и съветски офицер, сръбски революционер, масон, деец на сръбската въоръжена пропаганда в Македония.

## Биография
Роден е в учителско семейство в с. Велики Шилеговац, Крушевско, Расинско, в Поморавието. Завършва военна академия.
Участва в Майския преврат от 1903 г. Член е на масонската ложа „Съединение“ (Уединение), създадена през 1909 г.
От 1911 г. е надзорен офицер на Вранския граничен район и офицер за свръзка с четниците на Воислав Танкосич в Македония, като ги прехвърля на османска територия.
През Първата световна война е командир на чета. В 1916 г. заминава за Руската империя, където в Одеса набира войници за сръбската армия измежду австро-унгарски пленници и участва в основаването на Доброволческата дивизия.
На Солунския процес срещу „Черна ръка“ в 1917 г. е осъден на 15 години затвор и за това след Октомврийската революция остава в Русия и става полковник в Червената армия.
Връща се в Югославия през 1936 г. Арестуван е на границата и чинът полковник от сръбската армия му е отнет. Отведен е в Пожаревац, за да изтърпи присъдата си от Солун. Сестра му Зора Попович моли министър-председателя Милан Стоядинович за освобождаването му и Симич е освободен.
Поддържа тесни връзки със съветския посланик Виктор Плотников и с генерал Душан Симович, с когото се среща на 26 март 1941 г. – деня преди преврата, и го информира за желанието на СССР да сключи споразумение с Югославия. В правителството на Душан Симович е назначен за министър без портфейл. Веднага след военния преврат на 27 март заедно с офицера от НКВД Мустафа Голубич заминава със самолет за Москва и участва в подписването на Споразумението за приятелство между Югославия и СССР. През Втората световна война Симич е министър в правителството в изгнание.
През юли 1943 г. подава оставка като министър в изгнание и малко по-късно се присъединява към югославските комунистимески сили начело с Тито.
След войната е посланик на ФНРЮ във Франция и Турция. Умира в Белград на 24 февруари 1966 г.
Видният черноръкец полковник Владимир Туцович го нарича истински „международен мошеник“.